# Data Universal Numbering System
Le Data Universal Numbering System, dont l'acronyme est DUNS ou D-U-N-S, est un système développé par l'agence de notation Dun & Bradstreet (D&B), qui assigne un identifiant numérique unique, intitulé « numéro DUNS », à chaque personne morale. Il a été introduit en 1963 par D&B dans le cadre de son activité d'évaluation de crédit. Il est maintenant devenu un standard mondial.
Parmi les organismes utilisant le DUNS, on peut citer la Commission européenne, l'Organisation des Nations unies ou encore le gouvernement fédéral des États-Unis.
Le numéro DUNS, composé de neuf chiffres, est émis par D&B. Il est assigné à chaque personne morale inscrite dans la base de données de D&B. Les neuf chiffres composant le numéro DUNS n'ont aucune signification particulière, ils représentent juste un numéro d'ordre au sein de la base de données de D&B. L'obtention d'un numéro DUNS se fait sur simple demande auprès de D&B.
Il est possible de rechercher gratuitement le DUNS de n'importe quelle entreprise sur le site de D&B. En France, c'est Altares qui est chargé de donner les numéros DUNS via sa filiale Manageo, qui est la seule entité en mesure de vous délivrer un numéro DUNS en France. Un délai de un à deux mois est nécessaire à la création d’un DUNS. Si le vôtre existe déjà, vous pourrez l’obtenir sous 24 à 48 heures. Pour autant, Manageo demande un paiement (39,9 euros pour un jour) ce qui ne semble pas l'esprit du DUNS, l'accès étant gratuit notamment aux Etats-Unis sur le site de Dun & Bradstreet.
En France, l'attribution d'un DUNS est soumise à l'existence d'un numéro SIRET et à la demande de mise en diffusion publique de votre entreprise au répertoire SIRENE.
Google Adwords demande un numéro DUNS à ses clients souhaitant une facturation mensuelle.
Apple demande un numéro DUNS à la fois aux entreprises souhaitant proposer une application sur l’App Store et celles souhaitant accéder aux fonctionnalités d'Apple Business Manager, un portail web qui permet aux administrateurs informatiques de centraliser le déploiement d'appareils Apple.